# 硫黄島 (映画)
『硫黄島』（いおうとう）は、1959年に公開された日本の戦争映画である。日活製作。監督は宇野重吉。菊村到の同名小説（芥川賞受賞作）を原作としている。
公開当時のコピー「飢餓の、恐怖の、殺戮の、腐肉の・・・・玉砕の孤島にまつわる戦争の悪夢！芥川賞に輝く最大の話題作！！」

## キャスト
- 片桐正俊：大坂志郎
- 武村均：小高雄二
- 森看護婦：芦川いづみ
- 木谷：佐野浅夫
- 岡田一水：山内明
- 三井兵曹長：芦田伸介
- 牧山：小沢栄太郎
- アパートの管理人：宮阪将嘉
- 管理人の妻：渡辺美佐子
- ヨシオ少年：中西一夫
- 親方：嵯峨善兵
- 「のんき」のお内儀さん：小夜福子